# 賀子珍
賀 子珍（が しちん、1910年9月20日 - 1984年4月19日）は、中華人民共和国の政治家。毛沢東の3番目の妻。

## 生涯

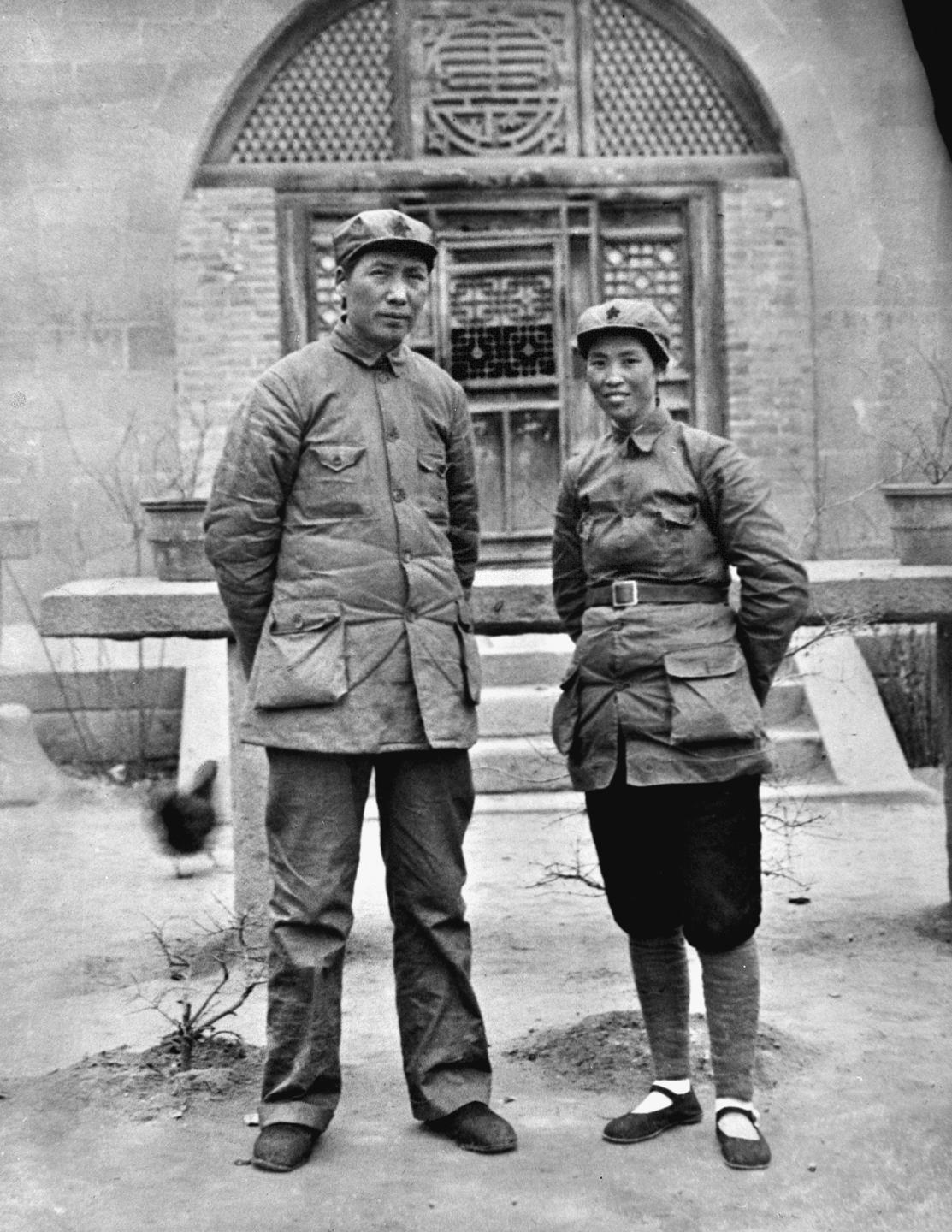
毛沢東と賀子珍（1937年、延安にて）

清の宣統2年8月17日（1910年9月20日）、井崗山の西麓に位置する江西省吉安府永新県で生まれた。小地主のかたわら商業を営んでいた父は、当時としては進歩的な人物であった。賀子珍は幼い頃、国際福音宣教会が運営する永新女子学校に通った。
兄の賀敏学、妹の賀怡も中国共産党の革命家であり、3人合わせて「永新三和」と称された。彼女は、父・兄とともに共産党の指導する農民自衛隊に参加した。1927年5月に中国共産党に入党し、永新県委員会委員、女性部長、青年団委員会書記となった。美人で甘美な声をもち、活発な彼女は演説の名手でもあり、「四・一二事件」（上海クーデター）の後、寧崗県の土豪袁文才や井崗山の土匪、王佐の助力により、永新県の共産党員を率いて「永新蜂起」を起こして永新県域を占領した。これは、毛沢東の「秋収蜂起」よりも3ヶ月先のことであった。賀子珍は兄の賀敏学に同行して井崗山に向かい、袁文才や王佐が築いた塞に隠れて中国国民党の追捕から逃れた。
1927年9月、毛沢東が率いていた湖南省農民は湖南・江西の省境の山岳地帯に退去して賀敏学・賀子珍兄妹の永新農民自衛軍に合流し、両者は共同で井崗山根拠地を創立した。井崗山では、賀子珍は袁文才の勧めで毛沢東の傍らで働くことになった。2人は意気投合し、1928年5月、毛が35歳、賀が17歳の時に結婚した。ただし、その時点での毛沢東は2番目の妻である楊開慧とは離婚しておらず、楊は彼女の母親とともに毛沢東の3人の幼い息子たちを連れて故郷にひそみ、苦難な生活の中、あらゆる手段を用いて毛沢東との連絡を絶やさなかった。賀は、毛に妻や子がいるということを承知のうえ、自ら進んで毛の妻となった。楊開慧は、1930年に国民党に捕らえられ、毛沢東との離婚を公表すれば釈放するという申し出を拒絶し、毛の妻であることを守ろうとして射殺された。
1931年、賀は中国共産党が建国した中華ソビエト共和国政府の機密科長に就任した。紅軍の長征にも参加し、その途中の1934年には、宋任窮の妻を庇って頭・背中・肺に砲弾の破片を受けている。賀子珍は二丁拳銃さえこなす名うての武闘派だったが、毛沢東の妻になってからは伝統的な良妻賢母となり、楊開慧同様、毛によく尽くした。賀子珍は、毛沢東から追放された1937年の秋まで10年間、毛と生活をともにし、そのあいだ6度出産している。この10年間、中華ソビエト共和国の設立のため瑞金に移り、さらに国民党による5回におよぶ包囲戦によって、1万2,500キロメートルという距離を、後方から銃撃されるなか徒歩で敗走した。この時期は、毛沢東にとっても共産党・紅軍のなかで地位が不安定であり、1935年に陝西省北部に到達した頃には、賀子珍は出産や逃亡にともなう苦しみばかりでない、あらゆる辛酸を嘗めたため、病を得て痩せこけ、かつての美しい容貌はまるで失われていたという。毛沢東は、多少の安定を得たものの、連続していくつかの色恋沙汰を引き起こしたために賀はたいへん機嫌がわるく、強い怒りを表面に出すようになった。
1937年初頭、中国共産党中央委員会と中央軍事委員会は延安に移り、賀子珍も夫とともに延安入りした。その後、抗日軍政大学に学生として入学したが、ストレス、栄養失調、気候不順、貧血のため、ある日学校のトイレで倒れ、すぐに休学して病気の療養に当たった。賀子珍の療養中、毛沢東は延安を長期取材中のアメリカ人ジャーナリストのアグネス・スメドレーが持ち込んだ社交ダンスに熱中した。さらに、毛沢東は北京から延安にやってきた上品で礼儀正しく、垢抜けた学生指導者でスメドレーの通訳もしていた呉光偉と恋仲になっていた。我慢の限度を超えた賀子珍はスメドレーの家に殴り込み、同じ洞窟に住んでいた呉光偉と衝突した（いわゆる呉光偉事件）。賀子珍がそれまで必死に守ってきた家庭生活はここで破局をむかえた。1937年秋、賀子珍は、スメドレー、呉光偉とともに毛沢東によって追放された。
賀子珍はその後すぐに妊娠したが、毛沢東は彼女を上海で「病気治療」させる計画であり、その手配をしていた。賀子珍は1937年10月、延安を離れて西安へ向かった。彼女は西安に到着すると、上海行きを拒んだ。第二次上海事変のさなかのことであり、地下党の手に落ちることや国民党の特務組織に売り渡されることを怖れたともいわれる。11月、王明・康生・陳雲がモスクワから新疆・蘭州・西安を経由して延安に飛んだ。これに触発された賀子珍は自動車で西安から蘭州に行き、新疆を経由してのソ連（ソビエト連邦）行きをめざした。中国共産党蘭州事務所の所長だった謝覚哉は賀子珍に延安に戻るよう説得したが、彼女はモスクワに行くことを決心していたという。彼女は妊娠中であったが、それまで彼女が生んだ二男三女はみな途中で病死したり人に預けたり、失踪したりしており、そばには誰もいなかった。
1938年、賀子珍はソ連に渡り、東方勤労者共産大学に留学した。この間、体内に残った砲弾の破片の摘出を受けようとしたが、ソ連の医師は、破片の摘出ができないことを確認した。彼女は卒業後もソ連にとどまり、国際児童院の東洋部に勤務した。賀子珍はモスクワで毛とのあいだにできた第六子を出産した。この年、毛沢東は女優出身の江青を新しいパートナーに選び、彼にとっては4度目の結婚生活をはじめた。生まれたばかりの息子は肺炎にかかり、ろくな治療も受けさせてもらえず、1歳にならないうちに亡くなり、モスクワの共同墓地に葬られた。賀子珍は1939年以降、延安の中共中央に手紙や電報で帰国を願い出るようになったが、かなわなかった。毛沢東は、延安の農村で育ててもらっている3歳の娘（嬌嬌、のちの李敏）をモスクワに送った。中共は賀子珍を毛沢東夫人と認めなかったので、ソ連では彼女らを普通の母子として扱った。ある年の冬、託児所で病気になった娘を、まだ生きているにもかかわらず医師が死体安置所に入れてしまう事故があった。賀子珍は娘を探し出して救出し、託児所の所長と口論になったが、当時コミンテルンの東洋部長だった王明は、賀子珍を「狂人」に仕立て精神病院に強制入院させるよう指示した。彼女は結局、6年ものあいだ、精神病院に閉じ込められた。
1947年、モスクワ訪問中のかつての中共コミンテルン代表の王稼祥と妻の朱仲麗は偶然、賀子珍の消息を聞いて彼女に同情し、強い義侠心を発揮して羅栄桓とともにコミンテルンと交渉、賀子珍は解放されて中国に戻った。賀子珍は和解の気持ちで娘を毛沢東に送り届けたが、江青と結婚していた毛沢東は娘を手元に置いて賀子珍に逢わせず、江青に育てさせた。賀子珍は帰国当初中国東北部に滞在し、東北財務委員会党支部書記を務めた。
中華人民共和国建国後、賀子珍は江青に阻まれて北京市内に入ることができなくなった。彼女は浙江省杭州市で婦人連盟の理事を務めた後、病気療養と称して上海で生活することになった。1950年、賀子珍は3級甲等障害者に認定されたが、彼女は生涯にわたって軍の障害者年金を受け取らなかったという。この年、彼女は一度上海で毛沢東と会っているがこのときは互いに冷淡だったといわれている。上海では、警備の厳重な洋館風別荘にほぼ軟禁状態の生活を余儀なくされていた。生前の毛沢東と会ったのは、1959年7月の盧山会議で毛沢東が江西省を訪れたとき、江青に秘密でお忍びで賀子珍を呼んだのが最後だった。盧山での再会は江青の耳に入り、江青が遊山のため訪れていた杭州から盧山に急行したものの、そのとき既に賀子珍は下山していた。
1976年9月9日の毛沢東逝去の際も、当時権力を握っていた江青は賀の弔問を許可しなかった。同年10月6日の北京政変によって紅青が「四人組」の一人として逮捕され文化大革命が終結し、ようやく賀は天安門の毛主席紀念堂で水晶の棺越しに毛の遺体とまみえることができた。
1979年6月、中国人民政治協商会議第5回会議で全国政協委員に就任。
1984年4月19日、上海の華東病院で病死。73歳没。

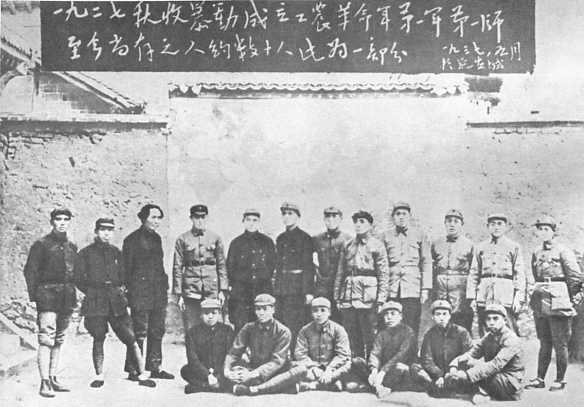
「秋収蜂起」（1927年）生存者の集合写真。後列左から3番目が毛沢東、一番右が賀子珍。1937年撮影
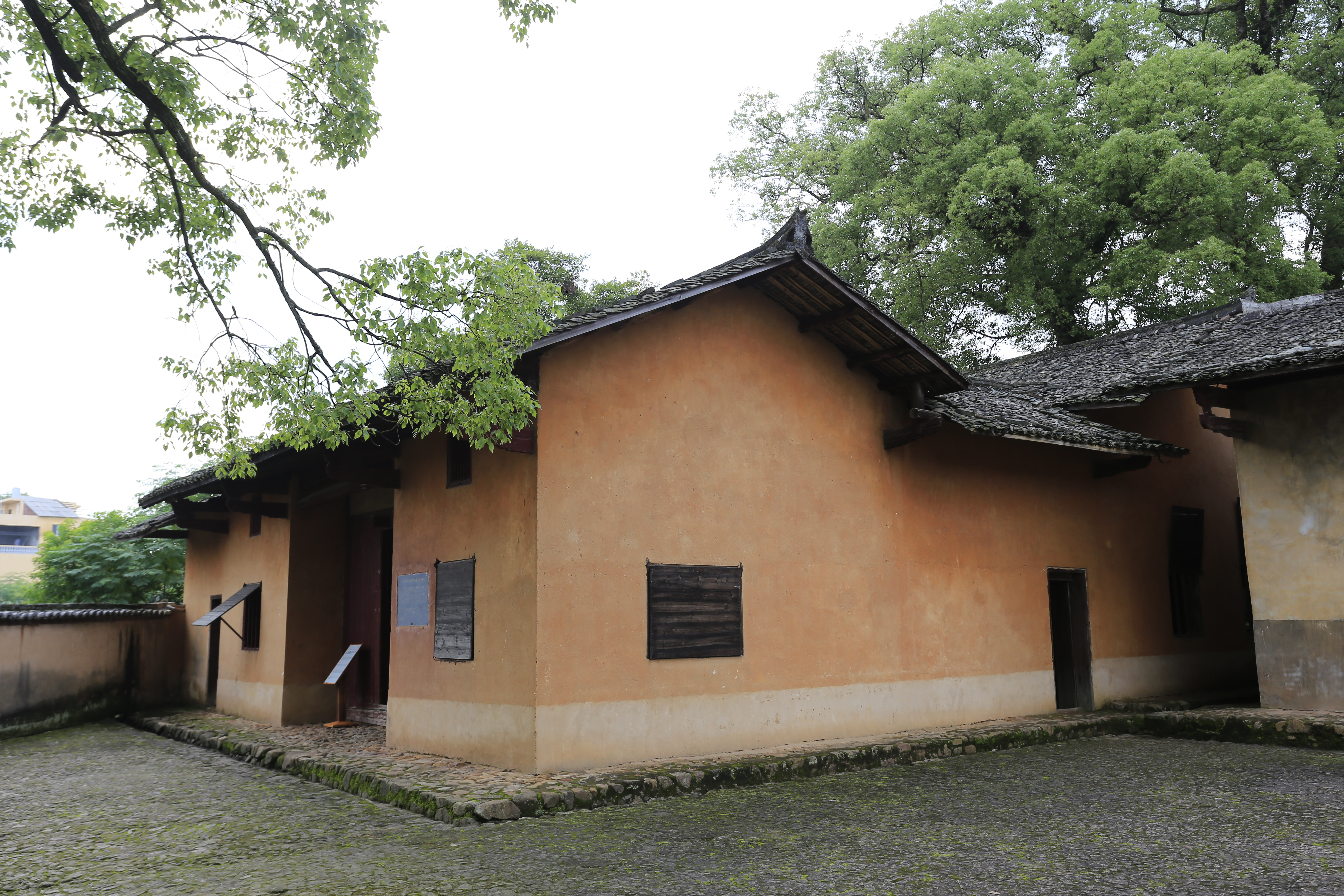
瑞金時代の毛・賀夫妻の居宅
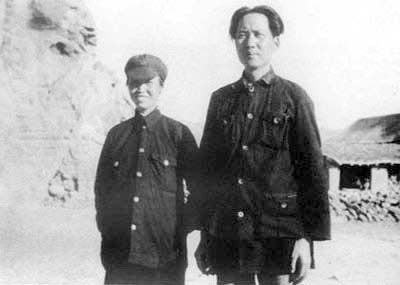
1936年、延安にて。毛沢東と賀子珍
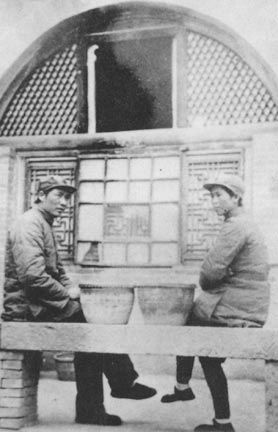
1937年、延安にて。毛沢東と
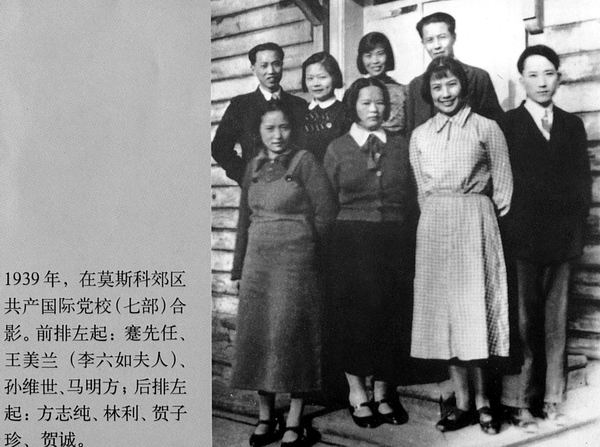
1939年、モスクワにて。前列左から2番目が李六如（中国語版）夫人の王美蘭、3番目が女優の孫維世、4番目が馬明方（中国語版）[注釈 5]。賀子珍は後列左から3番目

## 私生活
賀子珍の初恋の相手は共産党湖北省委員会書記の烏陽羅だったが、烏は1930年に国民党により殺害された。
1928年に毛沢東と結婚。毛沢東との間で10回妊娠し、そのうち6人を生んだが、成長したのは4人だけで、そのうちの3人も転戦の間で里子に出されるなどして消息不明となり、賀の手元に残ったのは李敏だけだった。その他の子供は以下の通りである。なお、記載の続柄は、毛沢東の全ての子供の中での出生順であり、長男から三男は毛の2番目の妻、楊開慧との子である。
- 長女・楊月花（中国語版）（1929年3月生） - 福建省で生まれた後、離れ離れとなった。1973年に再発見されたが、両親との再会は叶わなかった[13]。
- 四男・（1930年生） - 江西省生まれ。生後すぐに死亡。
- 五男・毛岸紅（1932年11月生） - 福建省生まれ。幼名、「毛毛」。長征開始当初は毛沢覃により育てられていたが、1935年の毛沢覃の死後は消息不明。
- 次女・熊化芝（1935年2月生） - 長征中に貴州省で生まれ、ミャオ族の家の養子となった。2003年に再発見された。
- 三女・李敏（1936年生）
- 六男・（1938年6月生） - モスクワ生まれ。ロシア名をつけられたが、生後10か月で死亡。

1937年に2人の関係は悪化し、1938年に賀子珍はソ連に渡った。1947年に中国に戻ったが、毛沢東は既に江青と結婚しており、賀子珍はハルビン・杭州・上海に住んだ。娘の李敏が2人の間を取り持った。1959年に廬山会議に出席していた毛沢東と22年ぶりに再会するが、江青が廬山にやってきたために途中で帰され、毛沢東の生前に2人が会ったのはこれが最後となった。次に再会したのは、1976年に毛沢東が死去し、北京でその遺体を見た時である。